# Phomopsis cancri
Phomopsis cancri är en svampart som beskrevs av Punith. 1974. Phomopsis cancri ingår i släktet Phomopsis och familjen Diaporthaceae.   Inga underarter finns listade i Catalogue of Life.